# 萊克縣 (印地安納州)
萊克縣（英語：Lake County，又譯湖縣）是位於美国印第安纳州西北角的一個縣，西鄰伊利诺伊州，北傍密歇根湖（這是縣名的由來），面積1,622平方公里。根據2020年美國人口普查，共有人口49萬8,700人。縣治克朗波因特（Crown Point），最大城市為加里（Gary）。